# 好好学吧
《好好學吧》是湖南衛視2015年全新打造的一檔趣味代際對抗益智節目，於2015年5月3日19:30黃金檔播出。

## 守擂成員
| 姓名     | 生日           | 角色       | 介紹                                                                                  | 備註                   |
| 吳磊     | 1999年12月26日 | 守擂隊長   | 出生于上海，中國內地童星演員。                                                        |                        |
| 安淇爾   | 2007年12月19日 | 一年級擂主 | 小名小蘋果，英文名Apple，出生于湖南長沙。參與錄製湖南衛視《一年級》的拍攝。專長語文。 |                        |
| 姚逸翔   | 2007年6月5日   | 二年級擂主 | 酷愛自然生物，專長歷史故事傳說。                                                      |                        |
| 李付沐曈 | 2007年7月26日  | 二年級擂主 | 新任二年級擂主，專長古典文學。                                                        |                        |
| 丁乃鈺   | 2007年3月19日  | 三年級擂主 | 話癆小弟，於節目喋喋不休地講道理，專長百科知識                                        |                        |
| 劉冠毅   | 2005年3月3日   | 四年級擂主 | 出生於臺灣，內地童星。專長三國歷史，中國古詩。                                        | 已經退出好好學吧的舞臺 |
| 黃星羱   | 2003年11月10日 | 五年級擂主 | 00後偶像組合H2K成員。專長音樂，歷史。                                                 | 已經退出好好學吧的舞臺 |
| 葛天宇   |                | 五年級擂主 | 新任五年級擂主。專長語文。                                                            | 已經退出好好學吧的舞臺 |
| 潘驁     |                | 六年級擂主 | 有著"地理小達人"之稱的氧氣少年潘驁，專長地理，數學，體育                              |                        |
| 鄭博中   | 2000年11月18日 | 七年級擂主 | 第二任隊長。專長歷史、數學精通                                                        |                        |

## “一年级之夜”
- 第三集 杨洋
- 第五集 中国美女地理江西站 张慧雯
- 第六集 谭杰希
- 第49集 何炅
- 古巨基